# 델타 항공 191편 추락 사고
델타 항공 191편 추락 사고는 1985년 8월 2일에 승객 152명, 승무원 11명 등 163명의 탑승객을 태우고 포트로더데일을 출발, 댈러스를 거쳐서 로스앤젤레스로 향하던 델타 항공 191편(기종 : 록히드 L-1011)이 추락하여 137명이 숨진 사고이다.

## 사건 개요
사고기는 경유지인 미국 댈러스 포트워스 국제공항에 착륙하던 도중 마이크로버스트에 의해 추락했다. 이 사고로 탑승자 163명 중 134명과 지상에 있던 1명(114번 고속도로를 통행중이던 도요타 승용차가 191편의 엔진 한개와 충돌, 운전자가 사망했다) 등 총 137명이 사망하고 28명이 부상당했으며, 27명이 생존하였다. 록히드 L-1011 트라이스타 기종의 인명 사고로는 최대 피해 규모이기도 하다.

## 여담
영화 레인 맨에서 비행기 관련 줄거리를 보면 이 항공 사고에 대한 언급이 있었던 것으로 보인다. 당시 레이몬드 배빗 역을 맡은 더스틴 호프먼의 의견에 따라 그렇게 나온 것으로 드러나고 있다.

## 같이 보기
- 항공 안전
- 터키항공 1951편 추락 사고
- 마르틴에어 495편 충돌 사고